# Risto Isomäki
Risto Isomäki, född 8 juni 1961 i  Åbo, Finland, är en finländsk miljöaktivist och författare vars böcker fokuserar mycket på miljön och miljökatastrofer. Boken Sarasvatin Hiekka var nominerad för Finlandiapriset 2005 och vann Tähtivaeltaja-priset 2006.
På svenska finns novellen "Trädet" ("Puu") vilken vann Atoroxpriset 1992.

### Novellsamlingar
- Kristalliruusu (1991)

### Romaner
- Gilgamešin tappio (1994)
- Pimeän pilven ritarit (1997)
- Herääminen (2000)
- Sarasvatin hiekkaa (2005)

### Faktaböcker
- Luvassa lämpenevää – ilmastonmuutos ja sen seuraukset (1996)
- Puukirja. Puut osaratkaisuna maailman nälän ja ilmastonmuutoksen ongelmiin (1997)
- Paljasjalkavallankumous. 10 vuotta myöhemmin (1999)
- Kohti vuotta 1929? Vapaakauppa, työttömyys ja ääriliikkeiden nousu (2000)
- Kohti kestävää maailmaa (2002) (Med Jaana Airaksinen och Anastasia Laitila)
- The Book of Trees (2004) (Med Maneka Gandhi)

## Priser
- Atoroxpriset 1992 för "Puu" ("Trädet")[5]
- Tack för boken-medaljen 2006 för Sarasvatin hiekkaa